# Франсуаза д'Обіньє Ментенон
Франсуаза д'Обіньє Ментенон (27 листопада 1635 — 15 квітня 1719) — морганатична дружина короля Людовика XIV.

## Життєпис

### Молоді роки
Народилася у в'язниці Ніор у родині Констана д'Обіньє, сина відомого письменника й військового діяча Агріпи д'Обіньє, та Ізабели Кардільяк. Сюди її батьків запроторили за підозрою у державній змові. Виховувалася Франсуаза у протестантській (кальвіністській) вірі. 1635 року вона разом з батьками виїхала в заслання на острів Мартиніка у Карибському морі. Офіційно її батько Констан д'Обіньє був губернатором острівця Марі-Галант. Родина жила у засланні дуже бідно. Повернулася до Франції у 1647 році — після смерті першого міністра кардинала Рішельє й французького короля Людовика XIII.
Після повернення на батьківщину Франсуаза незабаром втрачає своїх батьків. Після цього вона переходить з кальвінізму до католицизму, виховувається у монастирі урсулинок.

### Дружина Скаррона
1652 року Франсуаза д'Обіньє стала дружиною гумористичного поета Поля Скаррона, який був на 25 років старшим за неї. Франсуаза організує культурний салон. До неї починають ходити відомі письменники, поети, громадські та політичні діячі.
Вона знайомиться з відомими та впливовими людьми Франції — маркізою Франсуазою Монтеспан, впливовою фавориткою Людовика XIV, герцогинею ла Файєт, мадам Севіньє, Нінон де Ланкло.
1660 року Поль Скаррон вмирає, залишивши Франсуазі значні борги.

### Гувернантка дітей короля
1669 року завдяки протекції маркізи Бонни де Понс Франсуаза д'Обіньє отримала місце гувернантки позашлюбних дітей короля Людовика XIV та маркізи Монтеспан. Спочатку Людовик не досить добре ставився до Франсуази д'Обіньє, вважаючи її зарозумілою та марудною. Проте один випадок змінив ситуацію. Якось розмовляючі із своїм сином від Монтеспан — герцогом Меном — король визнав, що той досить влучно й гарно відповідав на його запитання. Після цього Людовик став більше спілкуватися з д'Обіньє.
Побачивши це, Франсуаза вирішила боротися за увагу короля. Вони почали більше спілкуватися, внаслідок чого вплив Франсуази д'Обіньє на Людовика XIV зростав. 25 грудня 1674 року за свої заслуги Франсуаза отримала маєток Ментенон й звання маркізи. Починаючи з 1675 року поступово зріс вплив д'Обіньє на короля в царині релігійної та церковної політики — за наказом Людовика 22 протестантські церкви зруйновано, судові палати з католиків й кальвіністів ліквідовано. У 1683 році король Людовик віддалив від себе маркізу Монтеспан. В цьому ж році вмирають впливовий міністр Кольбер та дружина короля — Марія Терезія.

### Дружина короля
1685 року Франсуаза Ментенон стає таємною дружиною короля Людовика XIV, до неї стали звертатися «Ваша Солідність». Ментенон суттєво впливала на внутрішню політику Франції. Внаслідок постійних бесід із дружиною Людовик XIV перейшов від однієї крайності — розпутства, до іншої — святенництва.
Особливо важливим був вплив Франсуази Ментенон на короля щодо приборкання протестантської церкви у Франції. Вона поставила собі за мету привести усіх кальвіністів (гугенотів) до католицизму. Внаслідок цього король Франції видав сумнозвісний указ щодо скасування Нантського едикту про віротерпимість. Це відбулося у 1685 році. Це викликало значний спротив та невдоволення серед населення, зокрема дрібних та середніх підприємців, ремісників, господарів, дворян. Значна частина з них залишила територію країни й перебралася до Нідерландів, Англії й Прусії. Тим самим завдано тяжкого економічного удару по Франції, яка втратила велику кількість працьовитого, заможного населення.
І надалі Ментенон продовжувала впливати на короля. За її порадами Людовик XIV призначав й звільняв міністрів. Навіть наради кабінету міністрів король проводив у кімнаті Франсуази Ментенон, чого ніколи не робив до того.
Ментенон також проводила благодійну діяльність. Поблизу Версаля, у селищі Се-Сір, вона у 1686 році організувала заклад для виховання доньок збіднілих французьких дворян. Випусницям Франсуаза Ментенон надавала необхідні рекомендації та невеличку суму грошей.